# Dave Harrington
Dave Harrington (ur. 31 grudnia 1985 w Nowym Jorku) – amerykański DJ, muzyk i producent muzyczny, członek zespołu Darkside (wspólnie z Nicolasem Jaarem).

## Życiorys i twórczość
Dave Harrington urodził się 31 grudnia 1985 roku. Jego ojciec, Mark Harrington (zm. 1998) był prawdopodobnie najbardziej znany z wypromowania MSNBC. Matka, Kyle Good, była pierwszą kobietą na stanowisku dyrektora wiadomości w CBS, zanim przeszła do NBC. Harrington ukończył studia na Uniwersytecie Browna ze specjalnością: kultura współczesna i media. Podczas studiów grał w zespołach jazzowych i pobierał lekcje gry na kontrabasie u Dave’a Zinno. Przez kilka następnych lat grał z brooklińskimi zespołami niezależnego rocka, w tym: ARMS, Thunder & Lightning, Translations, Drunken Forest, El Topo i Bladerunner.
W 2011 roku dołączył do Nicolasa Jaara, którego poznał jeszcze podczas studiów na Uniwersytecie Browna, a który odbywał wraz z zespołem trasę koncertową promując swój album Space Is Only Noise. W trakcie trasy muzycy utworzyli zespół Darkside, który jeszcze w tym samym 2011 roku wydał EP-kę zatytułowaną swoją nazwą, a w grudniu zadebiutował na żywo w Music Hall of Williamsburg. Przez następne dwa latach występowali razem wypracowując i doskonaląc własny język muzyczny. W 2013 roku zespół zrealizował, pod nazwą Daftside, album Random Access Memories Memories, będący remiksem czwartego studyjnego albumu Daft Punk. Muzycy udostępnili swoje dzieło za pośrednictwem serwisu SoundCloud. 8 października tego samego roku ukazał się debiutancki album Darkside, Psychic, wydany przez Matador Records oraz własną wytwórnię, Other People.
Harrington zadebiutował na rynku płytowym w 2014 roku EP-ką Before This There Was One Heart But A Thousand Thoughts. Nagrywając ją zaczął od rejestrowania improwizowanych fragmentów. Następnie wykorzystał swoje umiejętności inżynierskie i elektroniczne, by nadać muzyce konkretny i filmowy kształt, przypominający prace Philipa Glassa i ścieżkę dźwiękową do filmu 2001: Odyseja kosmiczna. Tytuł EP-ki zaczerpnął z pewnego mistycznego tekstu islamskiego z XVII lub XVIII wieku, ponieważ miał poczucie możliwości swobodnej interpretacji tego rodzaju mistycznych idei. W następnych latach Harrington opublikował dwa albumy jako Dave Harrington Group: Become Alive (2016) i Pure Imagination, No Country (2019). W nagraniu tego ostatniego wzięli udział: perkusista Samer Ghadry oraz klawiszowiec Andrew Fox (kolega Harringtona z czasu studiów na Uniwersytecie Browna, którego studentem był również Ghadry). Utwory albumu powstawały (jako improwizacje) jeszcze podczas trasy koncertowej promującej Become Alive.
Latem 2018 roku Harrington i Jaar wynajęli dom w Lenni-Lenape (we Flemington w stanie New Jersey), w którym spędzili tydzień, tworząc sześć piosenek przewidzianych na nowy album Darkside, Spiral. Album został ukończony w 2019 roku, a wydany 23 lipca 2021 roku.
W 2022 roku Harrington skomponował piosenki na nowy album Alanis Morissette, The Storm Before the Calm. Zagrał też na różnych instrumentach (gitara basowa, dzwony, kongi, urządzenia elektroniczne, elektryczna gitara hawajska, fortepian, ghaita, gitara akustyczna, gitara elektryczna, melotron, organy, instrumenty perkusyjne, perkusja, syntezator Mooga) oraz wyprodukował album. W grudniu tego samego roku Harrington i Jaar zapowiedzieli pierwszą od 2014 roku trasę koncertową zespołu. Trasa zaplanowana została na maj i czerwiec 2023 roku i ma objąć: Francję (Lyon, Marsylię, Paryż i Tuluzę), Hiszpanię (Barcelonę i Madryt) oraz Wielką Brytanię (Manchester i Londyn).

## Dyskografia
Na podstawie strony artysty na Discogs:

### pod własnym nazwiskiem
- Before This There Was One Heart But A Thousand Thoughts (2014, EP)
- Become Alive (2016)
- Pure Imagination, No Country (2019)

### z Darkside
- Psychic (2013)
- Earth Not Above EP (2015)
- Spiral (2021)

### z innymi artystami
- Tomb Howl (2014) z: Sunwatchers
- Gumption (2016) z: Your Friend
- Solar Plexus (2018) z: Ilhan Ersahin's Istanbul Sessions
- Aicha (2018, EP) z: Innov Gnawa
- Glitterbones Bargain (2019) z: Gideonem Irvingiem
- First Flight (Solar Live, Vol. 5) (2020) z: Chrisem Forsythem, Ryanem Jewellem i Spencerem Zahnem
- Find The Sun (2020) z: Deradoorian
- First Flight Redux (Harrington Dub) (2021) z: Chrisem Forsythem, Ryanem Jewellem i Spencerem Zahnem
- Thresholds (2022) z: Francisem Harrisem
- The Storm Before the Calm (2022) z: Alanis Morissette
- Evolution Here We Come (2022) z: Chrisem Forsythem